# The Prison
 The Prison (Against the Wall) è un film per la televisione del 1994, ideato e diretto da John Frankenheimer.
La trama, scritta da Ron Hutchinson, è ispirata alle vicende della rivolta nella prigione di Attica.

## Trama
Michael Smith, sposatosi da poco, inizia a lavorare come guardia carceraria nella prigione di Attica, nello stato di New York, dove lavora anche lo zio e dove lavorava suo padre. Mentre il ragazzo scopre le difficoltà di questo mestiere – anche a costo di incomprensioni con la moglie, che preferirebbe per lui un altro impiego – scoppia una rivolta nella prigione. Lui e le altre guardie vengono malmenati e presi in ostaggio dai detenuti. Essi hanno come leader Jamaal, che si definisce un rivoluzionario per la liberazione dei neri.